# Báscula (militar)
Una báscula es una máquina que sirve para levantar un puente levadizo. 
Se compone de dos maderos atravesados por un eje colocado hacia el medio de su longitud, de suerte que dando la vuelta sobre este punto fijo, una de sus extremidades se levanta cuando la otra se baja. Es una palanca cuyo punto de apoyo está entre la potencia y la resistencia. Una parte de estos maderos sale fuera de la puerta y sostiene las cadenas del puente levadizo y la otra está dentro y tiene sus contrapesos que balancean el del puente, de suerte que tirando y bajando la extremidad interior de los maderos, la otra se levanta y eleva el puente.